# Erzbistum Tanger
Das immediate Erzbistum Tanger (lat.: Archidioecesis Tingitana) ist ein in Marokko gelegenes römisch-katholisches Erzbistum mit Sitz in Tanger. Das 28.000 km² große Erzbistum umfasst im Wesentlichen das ehemalige Protektoratsgebiet Spaniens in Marokko. Die Liturgiesprache ist in der Regel Spanisch.

## Geschichte
Schon um das Jahr 325 ist ein Bistum Tingis nachgewiesen, welches später durch den Ansturm des Islam ähnlich aller nordafrikanischer Diözesen unterging. Aus dem Jahr 1344 ist ein spanischer Dominikaner namens Alfonsus Bonihominis als Bischof überliefert. Im Jahr 1469 wurde aus dem spanischen Bistum Ceuta heraus zum Zweiten ein Bistum Tanger gegründet, aber schon 1570 wieder mit Ceuta vereint. Am 23. November 1542 wurde das Bistum Safim angegliedert. Von 1742 bis 1775 bestand kurzzeitig wieder zum Dritten ein Bistum Tanger.
Das heutige Erzbistum Tanger wurde am 28. November 1630 zum Vierten als Apostolische Präfektur für Marokko in Tanger aus dem Bistum Ceuta heraus gegründet und den andalusischen Franziskanern der Provinz San Diego de Alcalá anvertraut, die aber weder das apostolische Vikariat von 1693 noch die katholische Mission in Marokko aufrechterhalten konnten. 1859 gelang fünf spanischen Franziskanermissionaren, die Mission wiederzubeleben und zu festigen. So erhob Pius X. am 14. April 1908 die apostolische Präfektur, die die fünfte Gründung ist, zu einem Apostolischen Vikariat und verlieh ihr den römischen Titel Tingis. Am 2. Juli 1923 gab das Vikariat Teile seines Territoriums zur Gründung des Apostolischen Vikariats Rabat ab. Pius XII. erhob das Vikariat in den Rang einer immediaten Erzdiözese und gab ihm am 14. November 1956, wenige Monate nach dem Abzug Spaniens und Frankreichs aus diesen Gebieten, seinen heutigen Namen.
Die Erzdiözese Tanger erstreckt ihre Jurisdiktion heute auf die katholischen Gläubigen des lateinischen Ritus, die im nördlichen Teil des ehemaligen spanischen Protektorats (1912–1954) leben, d. h. in der Region Tanger-Tetouan-Al Hoceima und in der Provinz Nador im Osten des Landes, der so genannten internationalen Zone Marokkos.
Das Erzbistum zählte vor der Unabhängigkeit Marokkos (1956) annähernd 115.000 Gläubige; im Jahr 1980 waren es nur noch 9.750. 2014 waren es noch 2.500 Katholiken bei einer Gesamtbevölkerung von 4.175.000 Menschen in dieser Region. 1950 gab es 22 Diözesanpriester, 50 Ordenspriester, 114 Ordensbrüder und 211 Ordensschwestern in 15 Pfarreien.
2020 waren im Erzbistum Tanger nur noch 12 Ordenspriester, 17 Ordensbrüder und 63 Ordensschwestern in 7 Pfarreien vertreten, die alle von Franziskanerpriestern betreut werden. Die Anzahl der Mitglieder der katholischen Kirche im Erzbistum Tanger wird im Päpstlichen Jahrbuch für das Jahr 2020 mit 3000 angegeben (0,1 %). Die Caritas Marokko ist in drei Caritas-Zentren in Rabat, Tanger und Casablanca vertreten.
Die Diözese Tanger gehört zu den Missionsgebieten des Franziskanerordens, der bis heute ihre Bischöfe stellt.

## Bischöfe

### Bischöfe von Tanger (1469–1570)
- Nunius Alvarez OSA (1469–1491)
- Diego de Ortiz de Vilhegas (1491–1500) (danach Bischof von Ceuta)
- João Lobo (1500–1508)
- Nicolas Pedro Mendez (1523–1542)
- Gonçalo Pinheiro (1542–1552) (danach Bischof von Viseu)
- Francisco Guaresma OFMObs (1557–1570) (danach Bischof von Ceuta-Tanger)

### Apostolischer Vikar von Marokko (1693)
- Diego Ortega y Escacena OFM (ernannt 1693)

### Bischof von Tanger (1742–1775)
- João da Silva Ferreira (1742–1775)

### Apostolische Vikare von Marokko (1908–1956)
- Francisco María Cervera y Cervera OFM (1908–1926)
- José María Betanzos y Hormaechevarría OFM (1926–1948)
- Francisco Aldegunde Dorrego OFM (1948–1956)

### Erzbischöfe von Tanger (seit 1956)
- Francisco Aldegunde Dorrego OFM (1956–1973)
- Carlos Amigo Vallejo OFM (1973–1982)
- José Antonio Peteiro Freire OFM (1983–2005)
- Santiago Agrelo Martínez OFM (2007–2019)
- Emilio Rocha Grande OFM (seit 2023)